# Habitatge al carrer de Santa Anna, 1 (Tortosa)
L'Habitatge al carrer de Santa Anna, 1 és una obra del municipi de Tortosa (Baix Ebre) inclosa en l'Inventari del Patrimoni Arquitectònic de Catalunya.

## Descripció
Es tracta d'una casa d'habitació amb façana al carrer Santa Anna, però que fa també cantó amb el c/ Costa de Capellans. Consta de planta i tres pisos, el primer d'ells a manera d'entresol. Actualment la planta fou adaptada com a tenda de mobles. A cada pis s'obren dos balcons de ferro amb manises fent escacs a la base. A dalt de tot, una petita cornisa a manera de ràfec i a sobre la barana del terrat. L'arrebossat a la façana simula encoixinat en els forjats i esgrafiats decoratius a les bandes de separació de pisos i les llindes de les finestres. Els motius són fulles d'acant i les finestres gerros centrals amb llaços i garlandes en els laterals. El mur lateral, amb arrebossat totalment llis, té també finestres i balcons. A la primera part superior deixa que més del terrat hi ha un rafal, en el mur del qual hi ha treballada, en el mur del qual hi ha treballada una arcada cega de formes clàssiques.

## Història
Es troba just en el límit entre el barri de la catedral i el de sant Jaume, en un carrer en el qual, a l'edat mitjana, la majoria de construccions pertanyien al capítol de la catedral o als canonges.